# Slaget ved Mount Austen, Galloping Horse og Sea Horse
Slaget ved Mount Austen, Galloping Horse og Sea Horse blev udkæmpet mellem 15. december 1942 og 23. januar 1943 og var primært en kamp mellem styrker fra USA og Japan i bakkerne ved Matanikaufloden på Guadalcanal under slaget om Guadalcanal. De amerikanske styrker var under overordnet kommando af Alexander Patch og de japanske styrker var underlagt Harukichi Hyakutake.
Under slaget angreb amerikanske hær- og marinesoldater med bistand fra indfødte, de japanske hærstyrker, som forsvarede velbefæstede og nedgravede stillinger på adskillige bakker og højdedrag. De højeste bakker blev kaldt Mount Austen, Galloping Horse og Sea Horse af amerikanerne. Amerikanerne forsøgte at nedkæmpe de japanske styrker på Guadalcanal, og japanerne forsøgte at holde deres forsvarsstilinger indtil der kunne indtræffe forstærkninger.
Begge sider havde enorme vanskeligheder med at kæmpe i den tætte jungle og det tropiske klima, som fandtes i dette kampområde. Mange amerikanske tropper var i kamp for første gang. Japanerne var som oftest afskåret fra at få nye forsyninger og led stærkt af fejlernæring og mangel på medicin. Efter nogle vanskeligheder lykkedes det amerikanerne at erobre Mount Austen og ved samme lejlighed nedkæmpe en stærkt befæstet stilling, som blev kaldt Gifu foruden Galloping Horse og the Sea Horse. I mellemtiden besluttede japanerne i hemmelighed at opgive Guadalcanal og trække sig tilbage til øens vestkyst. Herfra blev de fleste overlevende japanske tropper med held evakueret i den første uge af februar 1943.

## Baggrund

### Slaget om Guadalcanal
Otte måneder efter starten på Stillehavskrigen gik Vestallierede styrker i land på Guadalcanal, Tulagi og Floridaøerne i Salomonøerne. Landsætningerne havde til formål at forhindre at øerne blev brugt til japanske baser, som kunne true forsyningsruterne mellem USA og Australien og sikre sig øerne som udgangspunkt for et felttog med det endemål at erobre eller isolere den store japanske base ved Rabaul, samtidig med at yde støtte til det allierede felttog på Ny Guinea. Landsætningerne blev starten på det seks måneder lange slag om Guadalcanal.
Japanerne blev overrasket. Ved nattens frembrud den 8. august havde 11.000 allierede tropper, fortrinsvis fra 1. marinedivision under kommando af generalløjtnant Alexander Vandegrift sikret sig
Tulagi og omkringliggende småøer foruden den japanske flyveplads, som var under opbygning ved Lunga Point på Guadalcanal. De vestallierede omdøbte senere flyvepladsen til Henderson Field. Flyene som opererede fra Henderson Field blev kaldt "Cactus Air Force" (CAF) efter det allierede kodenavn for Guadalcanal. For at beskytte flyvepladsen etablerede amerikanske marinesoldater en forsvarsring omkring Lunga Point. Yderligere forstærkninger i løbet af de næste to måneder forøgede antallet af amerikanske tropper ved Lunga Point til over 20.000.
Som reaktion på de allierede landsætninger på Guadalcanal tildelte den japanske overkommando opgaven med at generobre Guadalcanal til 17. japanske armé, en enhed af armékorpsstørrelse med hovedkvarter i Rabaul og under kommando af generalløjtnant Harukichi Hyakutake. Enheder fra 17. armé begyndte at ankomme til Guadalcanal den 19. august.
På grund af truslen fra Cactus Air Force fly på Henderson Field, kunne japanerne ikke bruge store langsomme fragtskibe til at fremføre tropper og forsyninger til øen. I stedet brugte japanerne krigskibe fra baser i Rabaul og Shortlandøerne til at fragte deres tropper til Guadalcanal. De japanske krigsskibe, som fortrinsvis var lette krydsere eller destroyere fra 8. flåde under kommando af viceadmiral Gunichi Mikawa kunne i reglen nå at sejle til Guadalcanal og tilbage igen i løbet af en enkelt nat, og reducerede derved risikoen for at blive angrebet af fly fra Henderson Field. Ved at fremføre tropper på denne måde kunne japanerne imidlertid ikke medtage det tunge udstyr, såsom køretøjer, kanoner og en stor del af deres forsyninger og ammunition. Disse hurtige konvojer blev anvendt under hele slaget om Guadalcanal og blev senere af amerikanerne kaldt for "Tokyo Express" mens japanerne kaldte dem for "Rottetransport".
Med tropper, som var blevet overført til Guadalcanal prøvede japanerne tre gange at generobre Henderson Field, men blev besejret hver gang. Først var det en forstærket bataljon fra 28. infanteriregiment, som prøvede under slaget ved Tenaru den 21. august. Derefter blev den forstærkede 35. infanteribrigade besejret i slaget ved Edson's Ridge fra 12.-14. september og til sidst blev 2. infanteridivision, som var forstærket med et regiment fra 38. infanteridivision besejret i slaget om Henderson Field fra 23.-26. oktober.I alle tre slag led japanerne store tab.
Under hele slaget om Guadalcanal brugte japanerne Mount Austen, som ligger vest for Lungafloden ca. 10 km fra Henderson Field, til observation af de amerikanske stillinger ved Lunga Point. Artilleri på Mount Austen leverede generende beskydning af Henderson Field. Bjerget blev også brugt som en defensiv stilling til at beskytte deres stilling ved den øvre del af Matanikaudalen og beskytte Maruyamavejen, som var en sti japanerne brugte til at fremføre mænd og forsyninger til øens indre. Mount Austen, der nåede op i en højde af 461 meter over havet, var ikke en enkelt bjergtop, men en højderyg af bare klipper og jungledækkede toppe. Efter nederlaget i slaget om Henderson Field fik Hyukutake ordre fra hærens overkommando om at forøge antallet af tropper og artilleri på højderyggen som forberedelse til det næste planlagte angreb på amerikanerne. Derfor beordrede Hyukutake nogle af de enheder, som var på tilbagetog efter slaget om Henderson Field til at befæste Mount Austen og de omkringliggende bjergtoppe. Styrkerne på Mount Austen omfattede 124. infanteriregiment under oberst Akinosuka Oka og adskillige artillerienheder. Senere sluttede tropper fra 230. infanteriregiment, som havde lidt store tab under kampene ved Koli Point og det efterfølgende tilbagetog sig til Okas styrker ved Mount Austen.

### Forstærkninger og nye forsyninger
Den 5., 7. og 8. november landsatte Tokyo Expressmissioner det meste af 38. divisions 228. infanteriregiment og den 1. bataljon af 229. infanteriregiment på Guadalcanal. Den 10. november landsatte japanske destroyere generalløjtnant Tadayoshi Sano — chefen for 38. infanteri division – samt hans stab og 600 andre soldater fra 38. division. Hyakutake brugte de nyankomne tropper til at stoppe et amerikansk angreb vest for Matanikau fra 8.-11. november og sendte derefter 228. og 229. regiment af sted for at forstærke Okas styrker. Den japanske generalmajor Takeo Itō — lederen af 38. divisions infanterigruppe – overtog senere kommandoen over forsvarsstillingerne omkring Mount Austen.
Et japansk forsøg på at fremføre resten af 38. division og dens tunge udstyr slog fejl under Søslaget ved Guadalcanal fra 12.-15. november. Kun 2.000-3.000 af de resterende 7.000 tropper i divisionen nåede frem til øen og de fleste af deres forsyninger og udstyr gik tabt. Af den grund opgav japanerne deres næste planlagte forsøg på at generobre Henderson Field.
I begyndelsen af december havde japanerne betydelige vanskeligheder ved at holde deres tropper på Guadalcanal forsynet på grund af allierede luft- og flådeangreb på den japanske forsyningskæde af skibe og baser. De få forsyninger, som nåede frem til øen var ikke tilstrækkelige til at brødføde de japanske tropper, som omkring 7. december mistede 50 mand om dagen på grund af fejlernæring, sygdomme og allierede land- eller luftangreb. Japanerne havde fremført næsten 30.000 soldater til Guadalcanal siden slaget begyndte, men i december var kun 20.000 af dem i live. Af disse 20.000 var kun omkring 12.000 mere eller mindre klar til kampopgaver. Den 12. december foreslog den japanske flåde, at man skulle opgive Guadalcanal. Trods modstand fra den japanske hær, som stadig håbede på, at Guadalcanal til sidst kunne blive generobret fra amerikanerne, godkendte den japanske overkommando med kejserens billigelse den 31. december at alle japanske tropper skulle evakueres fra øen og en ny forsvarslinje i Salomonøerne opbygges på New Georgia. Japanerne gav evakueringen af deres styrker på Guadalcanal betegnelsen Operation Ke (ケ号作戦) og planlagde med at begynde udførelsen af operationen den 14. januar 1943.
I mellemtiden fortsatte amerikanerne med at landsætte yderligere tropper på Guadalcanal. De tre infanteriregimenter i den amerikanske Americal Division, 164. 182. og 132. infanteriregiment blev landsat på Guadalcanal den 13. oktober, 12. november og 8. december. Hertil kom det uafhængige 147. infanteriregiment samt 2. marinedivisions 8. marineregiment som blev landsat den 4. november. Forstærkningerne omfattede også yderligere artilleri, ingeniørtropper, fly, flåde og støtteenheder.
Den 9. december efterfulgte generalmajor Alexander Patch, som havde kommandoen over Americal Divisionen, Vandegrift som øverstkommanderende for de allierede styrker på Guadalcanal og Tulagi. Samme dag forlod 5. marineregiment øen efterfulgt af 1. marinedivision ved månedens slutning. Patch fik ordre til at eliminere alle tilbageværende japanske styrker på øen. Patch meddelte sin overordnede — Millard Harmon, som havde kommandoen over alle amerikanske hærstyrke i det sydlige stillehav – at han behøvede flere tropper for at løse sin opgave. Som reaktion herpå beordrede Harmon den 25. infanteridivision, som var under vejs fra Hawaii til det sydlige Stillehav til at sejle direkte til Guadalcanal. Enhederne i den 25. division ankom til Guadalcanal i trin i løbet af de to sidste uger af december og den første uge af januar 1943. Hertil kom at resten af 2. marinedivisions enheder, herunder 6. marineregiment, blev beordret til Guadalcanal i samme periode. Den 7. januar var de amerikanske styrker på Guadalcanal oppe på lige godt 50.000 mand.

## Første slag om Mount Austen
Den 12. december 1942 lykkedes det en lille gruppe japanske soldater fra 38. ingeniørregiment at infiltrere de amerikanske linjer sydfra, ødelægge et jagerfly og en benzinlastbil på Henderson Field inden de undslap tilbage til egne linjer. To dage senere kom en amerikansk patrulje fra 132.infanteriregiment i kamp med en gruppe japanere på den østlige skråning af Mount Austen. Ved et andet infiltrationsangreb den 15. december førte en løjtnant Oko fire mænd udstyret med blokke af pikrinsyre forbi amerikanske vagtposter. Efter at have passeret række af sovende mænd, et benzinlager med store mængder flybenzin, et bombelager med adskillige hundrede tons bomber og adskillige parkerede fly bandt hver af angriberne sin eksplosive ladning til propellen på en P-39 Airacobra jager, og ødelagde således et fly hver. Igennem hele slaget om Guadalcanal fortsatte japanske styrker med at infiltrere de amerikanske styrker, men forårsagede kun små tab.
General Patch var imidlertid overbevist om at disse begivenheder pegede på at de japanske tropper på og omkring Mount Austen udgjorde en uacceptabel risiko. Som led i forberedelserne til en planlagt storoffensiv der skulle forsøge at ødelægge alle resterende japanske styrker på Guadalcanal valgte Patch den 16. december først at sikre sig området ved Mount Austen. Han gav derfor det 132. infanteriregiment ordre til straks at erobre bjerget. Selv om 132. regiment ikke havde megen aktuel kamperfaring bort set fra træfninger i junglen og patruljer, var det stolt af sin kamphistorie efter både at have deltaget i den amerikanske borgerkrig og 1. verdenskrig, og dens unge reserveofficerer og underofficerer anså sig for at være dygtige indenfor riffel- og maskingeværtaktik foruden skarpskydning.
Chefen for 132. regiment, oberst Leroy E. Nelson, gav 3. bataljon ordre til at anføre det amerikanske angreb mod det første af flere bjerge, fulgt af regimentets 1. bataljon. Artilleristøtte blev leveret af 105 mm haubitser fra hærens 246. felrartilleribataljon og 75 mm haubitser fra 2. bataljon af 10. marineregiment.
De udsatte bjergtoppe som udgjorde Mount Austen stillingen blev tilfældigt nummereret af amerikanerne af hensyn til henvisninger (se kortet til højre). Den 17. december rykkede Nelsons 3. bataljon under oberstløjtnant William C. Wright frem syd for Hill 35 og begyndte at klatre op mod toppen af Mount Austen nær Hill 20 og Hill 21. For at overholde den tidstabel, som var blevet opstillet af divisionschefen var bataljonen tvunget til at efterlade mange af sine støttevåben, såsom tunge morterer og maskingeværer, og kun medbringe begrænsede mængder af ammunition og forsyninger, som alt sammen måtte bæres ad udhuggede stier gennem den tætte jungle. Kl. 9.30 den 18. december da Wrights forreste elementer nærmede sig, fastlåste de japanske forsvarere amerikanerne med maskingevær- og riffelild.
Udmattede og tørstige efter deres march gennem den tætte jungle var Wrights tropper, som ikke hurtigt kunne sprede sig ud fra kolonneformationen, ikke i stand til at komme nogen vegne overfor det japanske forsvar.
Efter artilleribeskydning og luftangreb fra Cactus Air Force gik Wright den følgende morgen frem med adskillige artilleriobservatører for at undersøge terrænet foran hans styrker. Her blev han dræbt af en byge japansk maskingeværild kl. 9.30. Wrights næstkommanderende major Louis Franco kunne ikke komme frem og overtage kommandoen før sent på dagen, hvilket forhindrede bataljonen i at fortsætte angrebet. Samtidig infiltrerede japanske skytter den amerikanske stilling og var yderst generende for såvel 1. og 3. bataljons kommandoposter samt for en kolonne af tungt lastede amerikanske forsynings- og ingeniørtropper på den udhuggede junglesti, som forbandt bataljonerne med Lungastillingen. Begge bataljoner gravede sig ned til natten mens artilleriet bombarderede de japanske stillinger.
Mellem den 20. og 23. december trak japanerne sig tilsyneladende tilbage fra området, for aggressive patruljer fra den amerikanske hær stødte ikke på flere fjender i områderne ved Hill 20, Hill 21 og længere mod syd. Nelson beordrede de to bataljoner til at stød vest på til Hill 31 og så angribe sydpå mod Hill 27. Den 24. december blev 3. bataljon stoppet på skråningerne af Hill 31 af intens maskingeværskydning fra godt skjulte stillinger.
Amerikanerne stod overfor den stærkest befæstede japanske stilling på Guadalcanal, som fik øgenavnet Gifu (efter Gifu-præfekturet i Japan) af japanerne. Gifu-stillingen lå mellem toppene på Mount Austen og Hill 27 og 31 og bestod af en 1.350 meter lang linje med 45–50 forbundne og gensidigt støttende velcamouflerede bunkers, som var gravet ned så de lå i en hesteskoform med den åbne ende mod vest. Der stak kun omkring 90 cm af hver bunker op over jorden. De var lavet af bjælker og jord, som var op til 60 cm tyk. Hver bunker rummede et eller to maskingeværer og adskillige riffelskytter. Nogle var placeret under store jungletræer. Hver af disse bunkers var placeret, så den kunne yde støtte til de andre. Talrige skyttehuller og løbegrave ydede yderligere støtte og dækning for flere riffelskytter og maskingeværer. Bag deres bunkers havde japanerne placeret 81 mm og langtrækkende 90 mm morterer. Gifu var under kommando af major Takeyoshi Inagaki med omkring 800 mand fra 2. bataljon af 228. regiment og 2. bataljon af 124. infanteriregiment.
Mellem den 25. og 29. december forhindrede de japanske forsvarere amerikanerne i at komme nogen vegne i deres forsøg på at overløbe Gifu-stillingen. Mens den 3. amerikanske bataljon – med artilleristøtte – gennemførte frontalangreb på stillingen for at holde forsvarerne fast, forsøgte den 1. bataljon at omgå stillingen mod øst. Da de japanske stillinger imidlertid var fulgt integreret mislykkedes forsøget på at omgå Gifu. Den 29. december var de amerikanske tab nået op på 53 døde, 129 sårede og 131 syge, om end moralen stadig var høj. Amerikanerne blev i dette slag bistået af tropper fra Fiji med officerer og underofficerer fra den newzealandske ekspeditionsstyrke.
Den 2. januar tilføjede Nelson sin 2. bataljon – under kommando af oberstløjtnant George F. Ferry — til offensiven og sendte dem på en march rundt om Gifu mod Hill 27. Bataljonen nåede de nedre skråninger af bjerget kl. 16 uden at møde alvorlig modstand fra japanerne. Samme dag blev Nelson, som tilsyneladende var udmattet eller syg, udskiftet som chef for 132. regiment med oberstløjtnant Alexander M. George. Nogle kilder mener, at han var psykisk og mentalt udmattet og/eller led af malaria og enten bad om at blive afløst eller blev beordret til at afgive kommandoen.
Den følgende dag besatte elementer af 132. regiments 2. bataljon toppen af Hill 27. De overraskede og dræbte en japansk 75 mm kanonbesætning og slog med held og artilleristøtte seks japanske modangreb tilbage. På dette tidspunkt var soldaterne på Hill 27 næsten udgået for ammunition og granater og japanerne skød omkring 10 skud for hvert ene der blev afskudt fra amerikansk side og de medicinske forsyninger var brugt. 2. bataljons forsøg på at forbedre stillingen blev vanskeliggjort af den hårde koralundergrund. Resten af 2. bataljon
ankom til Hill 27 med ammunition, fødevarer og lægemidler og greb ind i kampen, hvor de snart fik overtaget over de angribende japanere. Da 1. og 3. bataljon samtidig havde fået tilført nyt lederskab i form af oberstløjtnant George angreb og trængte de et lille stykke ind i Gifu mens de dræbte 25 japanere. Så lukkede de hullet mellem de to bataljoner og konsoliderede deres stillinger samtidig med at de dræbte mange af de japanske forsvarere. En officer fra 2. bataljon, som havde medbragt sin egen finskytteriffel, var vidne til at de japanske enheder gik i opløsning mens de foretog en række selvmorderiske frontalangreb på Hill 27. De japanske soldater i Gifu, som tilsyneladende ikke havde fået nye forsyninger under slaget, spiste deres sidste fødevarerationer den 1. januar.
Fra starten af offensiven på Mount Austen havde 132. regiment lidt tab på 115 døde og 272 sårede. Det forholdsvis store antal døde skyldtes til dels sårinfektioner under de tropiske forhold og vanskelighederne ved at evakuere sårede i begyndelsen af operationen. Selv efter at hele 2. bataljon var nået frem blev sårede ved med at dø fordi de ikke kunne klare den vanskelige og glatte tur på bårer ad improviserede stier. Disse tab, plus effekten af tropiske sygdomme, hede og kamptræthed gjorde at 132. regiment midlertidig var ude af stand til at gennemføre yderligere offensive aktioner. Den 4. januar fik 1. og 3. bataljon derfor ordre til at grave sig ned og holde deres stillinger som omkransede Gifu mod nord, øst og syd.
I et tilbageblik på den første offensiv ved Mount Austin konkluderede den tidligere marineofficer og historiker Samuel B. Griffith: "Da den grundigt slagtede Mount Austen operation fortsatte ind i januar stod det klart, at både generalmajor Patch og den assisterende divisionschef brigadegeneral Edmund Sebree] havde meget de skulle lære at lade være med, og måske endda mere at lære." Mens Patchs beslutning om at angribe Mount Austen blev kritiseret var der en deltager, som bemærkede de vanskeligheder, som stod overfor 132. regiment og dets ledere, herunder terræn, begrænset udstyr (lette morterer og maskingeværer med begrænset ammunitionsforsyninger, ingen flammekastere eller stænger med sprængladninger) og af at man måtte angribe en fjende som havde omhyggeligt forberedte overdækkede stillinger, som kunne modstå direkte træffere fra 75 mm kanoner og i nogle tilfælde fra 105 mm kanoner.
Da først 132. regiment fik styr på at behandle sine sårede forblev moralen høj i regimentet, som var i kamp for første kamp, og det spillede en betydelig rolle i de senere kampoperationer på Guadalcanal. 2. bataljon, som kun havde mistet 27 døde, blev straks indsats i yderligere kampoperationer.
Tabene blandt forsvarerne af Gifu kendes ikke, men blev vurderet af en officer fra 2. bataljon til den 9. januar 1943 at udgøre 500 døde og sårede. Hovedparten af de sårede døde senere af deres sår i sammenhæng med sygdom og sult. I en japansk officers dagbog, som senere blev fundet, fremgik et, at japanerne havde lidt store tab. Japanske soldater, som senere blev taget til fange omtalte kampene på Hill 27 og 31 som Slaget om bjerget af blod.

## Slagene om Galloping Horse, Sea Horse og Andet Mount Austen
Da den amerikanske 25. amerikanske division og resten af 2. marinedivision var ankommet den 2. januar 1943 blev alle de amerikanske enheder på Guadalcanal og Tulagi en del af 14. korps med Patch som øverstkommanderende. Sebree overtog posten som chef for Americal divisionen. Den 5. januar udsendte Patch sin plan om at indlede operationer, der skulle rydde Guadalcanal for japanske styrker. 2. marinedivision skulle støde vestpå fra Matanikaufloden langs kysten mens 25. division skulle afslutte rydningen af Mount Austen og sikre bjergtoppene og højderyggene omkring Matanikaubifloderne inde i landet. Americaldivisionen og 147. regiment skulle bevogte stillingerne ved Lunga. 
De dybe flodkløfter ved Matanikaus øvre løb delte naturligt den 25. divisions operationsområde i tre afgrænsede områder, som hver havde sit dominerende højdedrag. Øst for Matanikau lå Mount Austen. I kilen mellem den sydøstlige og den sydvestlige gren af Matanikau dannede Hill 44 og 43 tilsammen en bjergformation som amerikanerne kaldte "Sea Horse" (søhest), på grund af dens form set ovenfra. Mellem den sydvestlige og den nordvestlige gren af Matanikau lå en meget større bjergformation, som igen på grund af formen blev kaldt "Galloping Horse" (galoperende hest).
Generalmajor J. Lawton Collins — chefen for 25. division tildelte sit 35. infanteriregiment opgaven med at rydde Gifu, sikre resten af Mount Austen og erobre Sea Horse. Han beordrede 27. infanteriregiment til at erobre Galloping Horse nordfra. 35. og 27. regiment skulle derefter mødes på Hill 53 (den galoperende hests hoved) for at afslutte rydningen af de omkringliggende bjerge og højderygge. Collins lod 161. infanteriregiment ligge i reserve. Ammunition og forsyninger til angrebsstyrken skulle fragtes så langt som muligt ad stier som var brede nok til jeeps, og herefter bæres resten af vejen af indfødte fra Salomonøerne.
Da de havde observeret ankomsten af amerikanske forstærkninger til øen ventede japanerne en offensiv. Hyakutake beordrede enhederne på bjergene omkring Matanikau og Gifu til at holde ud i deres forberedte stillinger. Japanerne håbede, at når amerikanerne omringede og kom i nærkamp med de japanske modstandslommer ville de ikke være i stand til at anvende deres overlegne ildkraft i form af artilleri og nærstøtte fra luften. Om natten planlagde japanerne at infiltere de amerikanske bagområder og afbryde deres forsyningslinjer for at forhindre de amerikanske angrebsstyrker i at modtage tilstrækkelig ammunition og forsyninger til at kunne fortsætte deres angreb. Japanerne håbede på at forsinke amerikanerne længe nok til at yderligere forstærkninger kunne ankomme fra Rabaul eller andre steder fra.

### Galloping Horse
Set ovenfra med nord opad var den galoperende hest vendt på hovedet med Hill 54 og 55 som hestens bagben og Hill 57 som forben. Fra øst mod dannede Hill 50, 51 og 52 hestens krop og det 270meter høje Hill 53 var hovedet. Oberst William A. McCulloch — der var chef for 27. regiment — beordrede sin 1. bataljon til at angribe Hill 57 og sin 3. bataljon til at angribe Hill 51 og 52 fra Hill 54, som allerede var på amerikanske hænder. Der var 600 japanske soldater fra 3. bataljon af 228. infanteriregiment under kommando af major Haruka (eller Haruja) Nishiyama som forsvarede området.
Det amerikanske angreb begyndte kl. 5.50 den 10. januar med beskydning fra 6 bataljoner artilleri og luftangreb med 24 fly fra Cactus Air Force mod formodede japanske stillinger i dalen mellem Hill 57 og udgangspunktet for 1. bataljons fremstød. 1. bataljon indlede deres fremrykning kl. 7.30 og de nåede toppen af Hill 57 klokken 11.40 efter kun at være stødt på let modstand.
Fra Hill 54 var 3. bataljons angrebsrute i åbent terræn, som blev domineret af det højereliggende terræn på Hill 52 og 53. Klokken 6.35 indledte bataljonen sit angreb og besatte Hill 51 uden at møde modstand. Da den fortsatte fremrykningen blev bataljonen stoppet af kraftig maskingeværbeskydning knap 200 meter fra toppen af Hill 52. Efter et luftangreb med 6 fly fra Cactus Air Force mod Hill 52 og et artilleribombardement genoptog 3. bataljon deres angreb og erobrede bjergtoppen kl. 16.25 efter at have ødelagt 6 maskingeværstillinger og dræbt omkring 30 japanerne på bjerget.
Klokken 9. den 11. januar begyndte 3. bataljon sit angreb på Hill 53. Japanerne stoppede hurtigt den amerikanske fremrykning med maskingeværer og morterer. Amerikanerne, som ikke havde fået tilstrækkelige vandforsyninger, begyndte at lide store tab på grund af varmen. I en deling var der kun 10 mand som var ved bevidsthed da man nåede efter middag.
Den følgende dag overtog 27. regiments 2. bataljon angrebet på Hill 53. Da amerikanerne rykkede op ad bjerget blev de stoppet kort før toppen. Om natten afbrød japanske infiltratorer telefonlinjen mellem 2. bataljon og regimentshovedkvarteret, hvilket påvirkede kommunikationen. Den 13. januar fornyede amerikanerne angrebet, men blev igen stoppet af kraftig maskingevær- og morterild.
En knold på den sydlige rand af højderyggen (hestens nakke) som førte til Hill 53 var omdrejningspunktet i det japanske forsvar. Knolden rummede flere maskingevær- og morterstillinger, som effektivt havde stoppet amerikanernes angreb over højderyggen. 2. bataljons næstkommanderende kaptajn Charles W. Davis meldte sig frivilligt til at lede fire andre soldater mod knolden. Ved at kravle på maven krøb Davis og hans gruppe nærmere end 10 meter fra fjendens stilling. De japanske forsvarere kastede 2 granater mod dem, men granaterne sprang ikke. Davis og hans mænd kastede 8 granater mod japanerne og ødelagde adskillige af deres stillinger. Derpå rejste Davis sig op og mens han affyrede sin riffel og senere sin pistol med en hånd vinkede han sine mænd fremad med den anden mens han rykkede nærmere på knolden. Davis og hans mænd dræbte eller bortjog herefter de resterende japanerne væk fra knolden. Da Davis under kampen kunne ses fra de amerikanske linjer med himlen som baggrund, og da amerikanerne havde fået vand under et pludseligt tordenvejr, kom der liv i de amerikanske soldater og de angreb hurtigt Hill 53, som var erobret ved middag. Amerikanerne talte ligene af 170 japanske soldater på og omkring Galloping Horse. Amerikanerne havde under 100 døde.
Mellem den 15. og 22. januar drev 161. infanteriregiment jagt på resterne af Nishiyamas bataljon i den nærliggende slugt ved Matanukaus sydvestlige løb. I alt blev 400 japanere dræbt i forsvaret af Galloping Horse og det omkringliggende område. 200 overlevende japanerne, heriblandt Nishiyama, slap tilbage til egne linjer den 19. januar.

### Sea Horse
I den sidste uge af december 1942 fik oberst Robert B. McClure — chefen for 35. infanteriregiment – opgaven med at erobre Sea Horse og afslutte nedkæmpelsen af Gifu på Mount Austen. Til denne operation blev 3. bataljon af 182. infanteriregiment under oberstløjtnant Roy F. Goggin samt 25. divisions kavalerirekognosceringstrop tilknyttet 35. infanteriregiment.
Oberst McClyre beordrede 2. bataljon og 25. divisions rekognosceringstrop til at afløse 132. infanteriregiment ved Gifu og de skulle fortsætte med at lægge pres på stillingen og holde forbindelse til Goggins 3. bataljon af 182. regiment på deres højre fløj. 35. regiments egen 3. bataljon under oberstløjtnant William J. Mullen, Jr. skulle rykke mod sydvest fra Hill 27 (syd for Gifu på Mount Austen) og derpå dreje nordpå og erobre Hill 43 og 44. Oberstløjtnant James B. Leers 1. bataljon skulle i starten danne regimentets reserve, og skulle følge en halv dags march efter Mullens bataljon. 3. bataljon af 182. infanteriregiment fik til opgave at beskytte 25. divisions artilleri stillinger på det åbne område nord for Mount Austen og øst for Matanikau ved at rykke syd på fra Hill 65 og blokere floddalen og kløften mellem Hill 31 og 42 mod japansk infiltration. Mens den holdt kontakt med 27. og 35. regiments skulle Goggins bataljon angribe Sea Horse højderyggen i samarbejde med de to andre regimenter. Den 30. december var Goggins 3. bataljon af 182. infanteriregiment kommet i kamp mod japanske styrker på Sea Horse højderyggen.
Oberst McClure gav herefter sin 2. bataljon ordre til at angribe Gifu og sendte sin 1. og 3. bataljon på en lang march gennem junglen for at angribe Sea Horse sydfra. De japanske 1. og 3. bataljoner af 124. infanteriregiment forsvarede Sea Horse og de nærliggende dale og Okas kommandopost lå i nærheden. Sea Horse bestod af to bjerge Hill 43 i syd og Hill 44 ved siden af mod nord.
Efter at have tilbagelagt en 6½ km lang kurvet rute gennem junglen ved Mount Austen indledte McClures 3. bataljon sit angreb kl. 6.35 den 10. januar mod Hill 43. Da amerikanerne nærmede sig Hill 43 sydfra opdagede en gruppe japanske soldater nær Okas kommandopost de amerikanske soldater da de krydsede et vandløb og angreb straks hvorved de truede den amerikanske kolonnes flanke. Det lykkedes to amerikanske soldater – William G. Fournier og Lewis Hall — at slå det japanske angreb tilbage med et maskingevær, men de blev selv dræbt. Efter at være trængt frem mod let modstand gravede 3. bataljon sig ned for natten godt 600 meter fra toppen af Hill 43.
Den næste dag blev 1. bataljon af 35. infanteriregiment også sat ind i angrebet og de to enheder brød – med artilleristøtte – gennem adskillige japanske maskingeværstilinger og erobrede Hill 43 først på eftermiddagen. De fortsatte mod let modstand mod Hill 44 og amerikanerne havde erobret hele Sea Horse ved nattens frembrud, hvorved de japanske styrker i Gifu var afskåret. De indfødte fra Salomonøerne, som havde båret forsyninger til de to amerikanske bataljoner under angrebet havde svært ved at levere tilstrækkelig meget mad og ammunition over den lange vej fra Lungastillingen til Sea Horse, og derfor blev B-17 bombefly nu brugt til at nedkaste forsyninger til de amerikanske styrker ved Sea Horse.
Den 12. januar fortsatte de to amerikanske bataljoner fra 35. infanteriregiment deres angreb vestpå mod Galloping Horse, men blev stoppet af et japansk støttepunkt på en snæver højderyg omkring 550 meter vest for deres startpunkt. Efter at have forsøgt at omgå stillingen i to dage lykkedes det amerikanerne at knuse støttepunktet med morter og artilleribeskydning, hvorved de dræbte 13 japanske forsvarere, hvorefter de rykkede frem til en højderyg, som havde udsigt til den sydvestlige arm af Matanikau kl. 15 den 15. januar. Samme dag lykkedes det japanske overlevende fra slaget ved Sea Horse – inklusiv Oka og det meste af 124. infanteriregiments stabssektion og dens 1. bataljon at slippe forbi de amerikanske styrker og nå egne linjer længere vest på. Amerikanerne talte 558 døde japanere omkring Sea Horse, fortrinsvis fra 3. bataljon af 124. infanteriregiment og tog 17 til fange.

### Andet Mount Austen
Den 9. januar afløste McClures 2. bataljon under oberstløjtnant Ernest Peters de tre bataljoner fra 132. regiment og gjorde sig klar til at angribe Gifu. I de næste fire dage forsøgte amerikanerne at kortlægge de japanske stillinger med patruljer. Samtidig forsøgte forsvarerne af Gifu at nedslide amerikanerne ved natlige infiltrationsangreb. Den 13. havde 2. bataljon i alt mistet 57 døde og sårede. Tabene under kampene og malaria reducerede bataljonens styrke til 75% den følgende dag. For at støtte bataljonen blev personellet i 35. regiments panserværnskompagni tilknyttet bataljonen som infanteri.
Med amerikanernes erobring af Sea Horse var japanerne i Gifu blevet isoleret fra resten af 17. armé. I en sidste meddelelse over sin felttelefon inden linjen blev afbrud afslog Inagaki en ordre fra Oka om at opgive sin stilling og forsøgte at infiltrere tilbage til egne linjer, og afgav i stedet et løfte om at hans styrke ville kæmpe til det sidste". Imagaki afslog tilsyneladende ordren fordi den ville have betydet, at han skulle efterlade sine syge og sårede mænd.
Et amerikansk angreb på Gifu af hele 2. bataljon den 15. januar blev fuldstændig slået tilbage af japanerne. Som reaktion herpå fratog McClure Peters kommandoen den 16. januar og erstattede ham med major Stanley R. Larsen. Larsen besluttede at omringe Gifu helt og forsøge at nedkæmpe den med et massivt artilleribombardement den 17. januar.
I mellemtiden brugte amerikanerne en højttaler til at udsende en appel om overgivelse på japansk til forsvarerne af Gifu. Kun fem japanske soldater reagerede. En af de fem fortalte, at hans kompagni rent faktisk havde været samlet for at diskutere opfordringen, men havde besluttet ikke at overgive sig fordi de var for svækkede til at kunne bære deres sårede kammerater til de amerikanske linjer. I stedet valgte de at dø som en enhed. En japansk officer, som forsvarede Gifu, skrev i sin dagbog: "Jeg hørte fjenden tale japansk i en højttaler. Han fortæller os sikkert om at komme ud – hvilke tåber vore fjender er. Den japanske hær vil holde ud til det sidste. Stillingen må under alle omstændigheder forsvares med vore liv."
Kl. 14.30 den 17. januar åbnede 12 155 mm haubitser og 37 195 mm kanoner ild mod Gifu. I løbet af den næste halvanden time affyrede det amerikanske artilleri 1.700 granater som var omkring 900 meter i kvadrat. Da det var sent på dagen kunne amerikanerne ikke følge beskydningen op med et øjeblikkeligt angreb, men måtte i stedet vente til næste dag, hvilket gav japanerne tid til at komme sig. Den 18. januar angreb amerikanerne den svagere vestlige side af Gifu, og nåede et stykke frem mens de ødelagde adskillige japanske bunkers i løbet af de næste to dage indtil kraftig regn stoppede angrebet den 20. januar. Samme nat blev 11 japanere dræbt da de forsøgte at undslippe fra Gifu.
Den 22. januar lykkedes det amerikanerne at få ført en let kampvogn ad forsyningsstien til Mount Austen. Kampvognen viste sig at være den afgørende faktor i slaget. Kl. 10.20 sprængte kampvognen, som var beskyttet af 16-18 riffelskytter, 3 japanske bunkers og trængte ind i Gifulommen. Den fortsatte fremad og kørte ind i Gifu og ødelagde yderligere 5 bunkers undervejs, hvorved den åbnede et 180 meter bredt hul i den japanske linje. Det amerikanske infanteri strømmede gennem hullet og erobrede stillinger midt i Gifu.
Om natten omkring kl. 2.30, da han tilsyneladende erkendte, at slaget var tabt, anførte Inagaki sin stab og de fleste af de overlevende – omkring 100 i alt – i et afsluttende angreb på amerikanerne. Under angrebet blev Inagaki og resten af tropperne dræbt næsten til sidste mand. Ved daggry den 23. januar sikrede amerikanerne sig resten af Gifu. 64 mand fra 2. bataljon af 35. infanteriregiment blev dræbt under angrebene på Gifu mellem 9. og 23. januar, hvilket bragte det samlede antal amerikanere, som døde under erobringen af Mount Austen op på 175. Amerikanerne talte ligene af 431 japanerne i resterne af stillingerne i Gifu og 87 andre steder på Mount Austen. De samlede japanske tab på Sea Horse og de to slag om Mount Austen var formentlig mellem 1.100 og 1.500 men.

## Fremstød langs kysten
Samtidig med at den amerikanske hærs offensiv fandt sted i bjergene omkring den øvre Matanikau angreb marinekorpsets 2. division under kommando af brigadegeneral Alphonse DeCarre angreb langs nordkysten af Guadalcanal. I bjergene og slugterne syd for Point Cruz stod resterne af den 2. japanske infanteridivision under kommando af generalløjtnant Masao Maruyama samt 1. bataljon af 228. infanteriregiment fra 38. infanteridivision under major Kikuo Hayakawa.
Den 13. januar begyndte 2. marineregiment og 8. marineregiment deres offensiv. 8. marineregiment angreb langs kysten og 2. marineregiment længere inde i landet. Japanerne blev trængt tilbage nogle steder, men holdt fast andre, og det kom til svære kampe på en række punkter i bjergene og kløfterne nær kysten. Den 14. januar blev 2. marineregiment afløst af 6. marineregiment.
Marinesoldaterne genoptog offensiven den 15. januar. Japanerne blokerede 8. marineregiments fremrykning langs kysten. Inde i land derimod kunne 6. marineregiment med held rykke omkring 1,3 km frem og truede de japanske styrker foran 8. regiment i flanken. Klokken 17 beordrede Maruyama sine tropper til at trække sig tilbage til til en forud koordineret linje 1,2 km mod vest.
Tidligt den 16. januar da mange af Maruyamas folk forsøgte at aflyde ordren om retræte drejede 6. marineregiment i retning af kysten og afskar de fleste af Maruyamas tropper fra at trække sig tilbage. Kl. 14 den 17. januar havde marinesoldaterne nedkæmpet de japanske tropper i lommen. Herved blev 643 japanere dræbt og 2 taget til fange.

## Efterspil
Den 15. januar nåede en repræsentant for den kejserlige japanske hær frem til Guadalcanal om bord på en Tokyo Express mission og meddelte Hyakutake beslutningen om at tilbagetrække de japanske styrker fra øen. Han accepterede modstræbende ordren og 17. armés stab udsendte Ke evakueringsplanen til dens styrker den 18. januar. Planen gav 38. division besked på at trække sig ud af kamp og trække sig tilbage mod Kap Esperance i den vestlige ende af Guadalcanal fra den 20. januar. 38. divisions tilbagetrækning ville blive dækket af 2. division og andre enheder, som derpå ville følge efter 38. division vestpå. Enheder, som ikke kunne trække sig tilbage blev opfordret til at drlbe sig selv for at "operetholde den kejserlige hærs ære". Fra Kap Esperance ville den japanske flåde evakuere hærstyrkerne i de sidste dage af januar og den første uge af februar med planlagt slutdato den 10. februar.
Amerikanerne og deres allierede misfortolkede de japanske forberedelser til Ke som endnu et forsøg på at sende forstærkninger. Med dette som baggrund beordrede Patch sine styrker til at gennemføre endnu en offensiv mod de japanske styrker vest for Matanikau. Den 21. januar trængte 27. og 161. regiment vestpå fra området ved Galloping Horse. Amerikanerne, som ikke var klar over at 38. division trak sig tilbage som forberedelse til at blive evakueret – var forbavsede over at møde let modstand. De rykkede hurtigere gennem bjergene og højderyggene inde i landet end japanerne havde ventet og den 22. var amerikanerne i stilling til at erobre Kokumbona ved kysten, som var hovedkvarter for 17. arme og fuldstændig afskære resten af 2. division.
Japanerne reagerede hurtigt på den ændrede situation og evakuerede Kokumbona og beordrede 2. division til at trække sig tilbage vestpå i en fart. Amerikanerne erobrede Kokumbona den 23. januar. Selv om nogle japanske enheder blev fanget mellem de amerikanske styrker og nedkæmpet lykkedes det de fleste af de overlevende i 2. division at undslippe.
I løbet af den næste uge forsinkede japanske bagtropper i forening med vanskeligt terræn effektivt den amerikanske fremrykning vestpå fra Kokumbona. General Patch — som stadig troede, at japanske forstærkninger var lige på trapperne – holdt de fleste af sine styrker tilbage for at beskytte Henderson Field – og sendte kun et regiment af sted ad gangen for at fortsætte fremrykningen. Hovedparten af de overlevende japanske styrker kunne således samles ved Kap Esperance i slutningen af januar. Den 1., 4. og 7. februar lykkedes det japanske krigsskibe at evakuere 10.652 japanske soldater fra øen. Den 9. februar opdagede amerikanerne, at japanerne var væk og erklærede Guadalcanal for sikret.
Set i bakspejlet har nogle historikere kritiseret amerikanerne – især general Patch og admiral William Halsey, chefen for de allierede styrker i det sydlige stillehav – for ikke at drage fordel af deres overlegenhed på land, til søs og i luften til at forhindre den vellykkede japanske evakuering. Patch og Harmons insisteren på at erobre Mount Austen er blevet set som en af de faktorer, der forsinkede det amerikanske hovedangreb mod vest og gav 17. armé en chance for at undslippe. Merrill B. Twining sagde om de japanske styrker på og omkring Mount Austen: "Teoretisk udgjorde disse japanerne en trussel mod vor hovedstyrkes fremrykning vest på langs kysten, men i praksis bestod disse isolerede grupper af syge og sultende mænd, som ikke kunne gøre andet end at dø hvor de stod. Under de omstændigheder, som blev afsløret af de senere hændelser, er det oplagt at Mount Austen kun var en del af landskabet, og ikke spillede nogen betydningsfuld rolle for nogen af parterne."
Trods det var det vellykkede felttog om at generobre Guadalcanal fra japanerne en vigtig strategisk sejr for amerikanerne og deres allierede. Med udgangspunkt i deres succes på Guadalcanal og andre steder fortsatte de allierede deres felttog mod Japan, som til sidst endte med Japans nederlag og afslutningen på 2. verdenskrig.

## Beskrivelse i romanform
Forfatteren James Jones skrev bogen Den tynde røde linje baseret på sine oplevelser under slaget ved Galloping Horse, Sea Horse og Kokumbona.

### Bøger
- Anderson, Charles R. (1993). Guadalcanal. The U.S. Army Campaigns of World War II. United States Army Center of Military History. CMH Pub 72-8. Arkiveret fra originalen 20. december 2007. Hentet 2006-07-09.
- Dull, Paul S. (1978). A Battle History of the Imperial Japanese Navy, 1941-1945. Naval Institute Press. ISBN 0-87021-097-1.
- Frank, Richard (1990). Guadalcanal: The Definitive Account of the Landmark Battle. New York: Random House. ISBN 0-394-58875-4.
- George, John B. (1981). Shots Fired In Anger: A rifleman's view of the war in the Pacific, 1942-1945, including the campaign on Guadalcanal and fighting with Merrill's Marauders in the jungles of Burma. National Rifle Association of America. ISBN 0-935998-42-X.
- Gilbert, Oscar E. (2001). Marine Tank Battles in the Pacific. Da Capo. ISBN 1-58097-050-8.
- Griffith, Samuel B. (1963). The Battle for Guadalcanal. Champaign, Illinois, USA: University of Illinois Press. ISBN 0-252-06891-2.
- Jersey, Stanley Coleman (2008). Hell's Islands: The Untold Story of Guadalcanal. College Station, Texas: Texas A&M University Press. ISBN 1-58544-616-5.
- Morison, Samuel Eliot (1958). The Struggle for Guadalcanal, August 1942 – February 1943, vol. 5 of History of United States Naval Operations in World War II. Boston: Little, Brown and Company. ISBN 0-316-58305-7.
- Rottman, Gordon L.; Dr. Duncan Anderson (consultant editor) (2005). Japanese Army in World War II: The South Pacific and New Guinea, 1942–43. Oxford and New York: Osprey. ISBN 1-84176-870-7. {{cite book}}: |author2= har et generisk navn (hjælp)
- Twining, Merrill B. (1996). No Bended Knee: The Battle for Guadalcanal. Novato, California: Presidio Press. ISBN 0-89141-549-1.

### Eksterne kilder
- Hough, Frank O.; Ludwig, Verle E.; Shaw, Henry I., Jr. "Pearl Harbor to Guadalcanal". History of U.S. Marine Corps Operations in World War II. Hentet 2006-05-16.
- Miller, John Jr. (1995) [1949]. Guadalcanal: The First Offensive. United States Army in World War II. United States Army Center of Military History. CMH Pub 5-3. Arkiveret fra originalen 25. december 2007. Hentet 2006-07-04.
- Shaw, Henry I. (1992). "First Offensive: The Marine Campaign For Guadalcanal". Marines in World War II Commemorative Series. Hentet 2006-07-25.
- Zimmerman, John L. (1949). "The Guadalcanal Campaign". Marines in World War II Historical Monograph. Hentet 2006-07-04.

9°26′5″S 159°58′1″Ø / 9.43472°S 159.96694°Ø